# Liste der Einträge im National Register of Historic Places im Shelby County (Alabama)
Die Liste der Registered Historic Places im Shelby County führt alle Bauwerke und historischen Stätten im Shelby County in Alabama auf, die in das National Register of Historic Places aufgenommen wurden. Stand: 30. Januar 2018

## Aktuelle Einträge
| Lfd. Nr. | Name                                       | Bild | Datum der Eintragung | Adresse/Lage                                                                                   | Ort          | ID-Nr.   | Beschreibung |
| -------- | ------------------------------------------ | ---- | -------------------- | ---------------------------------------------------------------------------------------------- | ------------ | -------- | ------------ |
| 1        | Alabama Girls’ Industrial School           |      | 11. Dez. 1978        | Bounded by Middle Campus Dr., Oak, Bloch and Middle Sts.                                       | Montevallo   | 78000509 |              |
| 2        | Calera Downtown Historic District          |      | 29. März 2006        | Jct. of US 31 and AL 25                                                                        | Calera       | 06000188 |              |
| 3        | Chancellor House                           |      | 29. Okt. 2001        | 51 Chancellor Ferry Rd.                                                                        | Harpersville | 01001168 |              |
| 4        | Columbiana City Hall                       |      | 29. Okt. 1974        | Main St.                                                                                       | Columbiana   | 74000437 |              |
| 5        | Downtown Montevallo Historic District      |      | 23. Apr. 2013        | Main St., 555-925; Middle St., 710-745; and Valley St., 608, Montevallo, AL                    | Montevallo   | 13000180 |              |
| 6        | Helena Historic District                   |      | 18. Apr. 2006        | Parts of AL 261 and Helena Rd., parts of 1st-3rd Ave., 200 blk 3rd St.                         | Helena       | 06000278 |              |
| 7        | King House                                 |      | 14. Jan. 1972        | University of Montevallo campus                                                                | Montevallo   | 72000179 |              |
| 8        | McKibbon House                             |      | 31. Dez. 2001        | 611 E. Boundary St.                                                                            | Montevallo   | 01001408 |              |
| 9        | Old Rock House                             |      | 29. März 2006        | 1 mi. SE of Harpersville at the end of farm lane on N side of US 280                           | Harpersville | 06000182 |              |
| 10       | University of Montevallo Historic District |      | 17. Okt. 1990        | Roughly bounded by Bloch St., Farmer St., Flowerhill Dr., King St., Valley St., and Middle St. | Montevallo   | 90001529 |              |